# Economia de Santa Lúcia
O esteio da economia de Santa Lúcia é a produção de banana, que representa cerca de 40% das exportações, cultivada em grandes plantações. Mudanças no regime de preferências da União Europeia e a concorrência com a produção dos países latino-americanos tornaram a diversificação econômica uma prioridade para o país.
Há ainda produção de cacau, frutas cítricas e cocos. As principais indústrias são a de rum e a de óleos comestíveis. A mão de obra se emprega no turismo, na pesca, mineração de cal e extração de sal.
Santa Lúcia é membro da Organização dos Estados do Caribe Oriental (OECO) que visa uma integração técnica e econômica, além de um cooperação no desenvolvimento sustentável. O secretariado desse órgão esta situado na cidade de Castries, capital de Santa Lúcia.